# Шаабан, Мухаммед Хусни
Мухаммед Хусни Шаабан (род. 14 июня 1935 года) — ливийский дипломат, секретарь народного бюро (посол) СНЛАД в СССР в 1981 — 1988 годах, секретарь народного бюро (посол) СНЛАД в России в 1992 — 1994 годах.

## Биография
Родился в 1935 году.
Окончил Университет Триполи (Ливия).
До 1969 года занимался журналистской деятельностью,
С 1969 года — на дипломатической службе, работал в ряде посольств Ливии.
В 1974 году назначен на пост генерального директора Ливийского информационного агентства. В том же году переведён на работу в центральный аппарат МИД Ливии.
В 1974—1977 годах — директор департамента стран Северной Америки МИД Ливии.
С апреля 1977 года — назначен заместителем по политическим вопросам секретаря (министра) по иностранным делам СНЛАД.
В 1978 году в составе делегации, возглавляемой М. Каддафи, посетил СССР.
В январе 1981 года избран секретарём Народного комитета Народного бюро в СССР (послом).
В 1988—1991 годах — заместитель секретаря народного бюро по внешним связям и международному сотрудничеству (замминистра).
В 1992 — 1994 годах секретарь народного бюро (посол) в России.